# Endothyrella prembudhai
Endothyrella prembudhai — вид наземних черевоногих молюсків родини Plectopylidae. Описаний у 2022 році.

## Назва
Вид названо на честь відомого непальського малаколога Према Будхи, який у 2015 році опублікував «Контрольний список непальських сухопутних равликів».

## Поширення
Ендемік Непалу. Відомий лише з голотипу, який описано з гірського хребта Тінджура Дара у східному Непалі.

## Опис
Невеликий равлик. Раковина завдовжки 6,9 мм, з трохи піднятим шпилем, куполоподібною спинною стороною, округлим завитком тіла та чотирма рядами волосків.